# 오비쓰역
오비쓰역(일본어: 小櫃駅)은 일본 지바현 기미쓰시에 위치한 동일본 여객철도 구루리 선의 철도역이다. 단선 승강장 1면 1선의 구조를 갖춘 지상역이다.

## 이용 현황
| 승차 인원 추이 | 승차 인원 추이 |
| 연도           | 1일 평균       |
| -------------- | -------------- |
| 1990           | 284            |
| 1991           | 274            |
| 1992           | 263            |
| 1993           | 243            |
| 1994           | 229            |
| 1995           | 224            |
| 1996           | 227            |
| 1997           | 217            |
| 1998           | 200            |
| 1999           | 196            |
| 2000           | 165            |
| 2001           | 165            |
| 2002           | 156            |
| 2003           | 159            |
| 2004           | 147            |
| 2005           | 145            |
| 2006           | 154            |

## 역 주변
- 국도 제410호선
- 기미쓰 시청 오비쓰 행정센터

## 역사
- 1912년 12월 28일 : 지바 현영 철도 구루리 선의 역으로서 개업. 개업 때의 역명 읽기는 오히쓰였다.
- 1923년 9월 1일 : 지바 현영 철도 구루리 선이 국유화됨. 또한, 역명 읽기는 오비쓰로 개칭.
- 1980년 5월 : 현재 역사의 공용 개시.
- 1987년 4월 1일 : 일본국유철도 분할 민영화에 의해, 동일본 여객철도가 승계.

## 인접 역
| 동일본 여객철도 구루리 선 | 동일본 여객철도 구루리 선 | 동일본 여객철도 구루리 선    |
| ------------------------- | ------------------------- | ---------------------------- |
| 시모고리 기사라즈 방면    | ■ 구루리 선               | 다와라다 가즈사카메야마 방면 |